# Parti constitutionnaliste indochinois
Die Konstitutionalistische Partei Indochinas (franz. Parti constitutionnaliste indochinois, vietn. Đảng Lập hiến Đông Dương) war die erste vietnamesische politische Partei, die von den Kolonialbehörden zugelassen wurde. Sie wurde 1919 bzw. 1923 in Saigon in Cochinchina, dem südlichsten Teil Französisch-Indochinas, gegründet und vertrat gemäßigt-nationalistische und liberale Positionen. Ihre Mitglieder und Anhänger entstammten nahezu ausschließlich dem frankophilen Großbürgertum Cochinchinas.

## Mitglieder und politische Ziele
Gegründet wurde die Partei von Bùi Quang Chiêu, einem Agraringenieur und Verleger der Zeitung La Tribune Indigène (später La Tribune Indochinoise). Weitere Führungsmitglieder waren der Verleger Nguyễn Phan Long (Zeitungen Đuốc Nhà Nam und L’Écho Annamite), die Rechtsanwälte Dương Văn Giáo und Vương Quang Nhường, der chinesischstämmige Öl- und Seifenhersteller Trương Văn Bền, der Arzt Nguyễn Văn Thinh, der Ingenieur Lưu Văn Lang sowie der Landbesitzer und Journalist Lê Quang Liêm. Die Mehrheit von ihnen hatte eine akademische Ausbildung in Frankreich genossen und nach der Rückkehr nach Cochinchina großen Reichtum erlangt.
Die Parteimitglieder verstanden unter „Konstitutionalismus“ primär die Forderung nach mehr Gleichberechtigung zwischen Vietnamesen und Franzosen: Zunächst setzten sie sich für die Aufhebung von Wirtschafts- und Handelsmonopolen ein, die vietnamesische Unternehmer gegenüber französischen Kolonisten und Auslandschinesen benachteiligten, und forderten gleiche Bezahlung für gleiche Leistungen. Niemand sollte aufgrund seiner Abstammung diskriminiert werden dürfen, stattdessen sollten Bildungsgrad und Besitz ausschlaggebend sein. 
In den folgenden Jahren sprachen sich die Konstitutionalisten dann auch vorsichtig für politische Reformen aus und forderten mehr politische Beteiligung, grundlegende Freiheitsrechte, bessere Bildungsmöglichkeiten und einen höheren Anteil an Vietnamesen in Justiz und Verwaltung. Die Kolonie sollte innere Autonomie (Selbstverwaltung) unter Beibehaltung der französischen Oberherrschaft erhalten (vergleichbar mit den britischen Dominions und dem Commonwealth der Philippinen); das Thema Unabhängigkeit wurde nicht erwähnt.

## Geschichte
Die Gründung der Konstitutionalistischen Partei – zunächst 1919 als informelle Interessengruppe – kann als Folge der politischen Liberalisierung durch Generalgouverneur Albert Sarraut (1911–1914 und 1917–1919 in Indochina) angesehen werden. Sarraut hatte die frankreichfreundlichen Teile der Bevölkerung dazu aufgefordert, sich journalistisch und politisch zu betätigen und in diesem Sinne Zeitungsverleger wie Bùi Quang Chiêu und Nguyễn Phan Long gefördert. 
Im Jahr 1922 wurden die Konstitutionalisten erstmals in den Kolonialrat Cochinchinas gewählt – dank einer von Gouverneur Maurice Long durchgeführten Wahlrechtsreform, die die Zahl der vietnamesischen Wahlberechtigten verzehnfachte. Ironischerweise hatten die Konstitutionalisten als Befürworter eines Zensuswahlrechts diese Reform zuvor abgelehnt, da sie es für nicht sinnvoll hielten, weniger gebildete Bevölkerungsschichten über die politische Zukunft der Kolonie entscheiden zu lassen. 1923 formierten sich die Konstitutionalisten dann auch als organisierte Partei.
Der Einfluss der Konstitutionalisten innerhalb des Kolonialrates blieb sehr begrenzt, da die französischen Siedler, die dort immer noch die Mehrheit stellten, ihre Macht bedroht sahen und daher eine Zusammenarbeit mit den Vietnamesen ablehnten. Auch innerhalb der vietnamesischen Bevölkerung fanden die Konstitutionalisten aufgrund ihres ausgeprägten Elitarismus keine Massenbasis. Ihr politischer Aufstieg diente jedoch einer neuen Generation als Inspiration sich politisch zu betätigen. In den Jahren 1923 bis 1926 entstand so im Umfeld der Konstitutionalisten die Jeune-Annam-Bewegung. Die Kolonialverwaltung unter Martial Merlin und Maurice Cognacq versuchte während dieser Zeit die politischen und wirtschaftlichen Liberalisierungen der vergangenen Jahre rückgängig zu machen, woraufhin führende Konstitutionalisten der Jugendbewegung Unterstützung gewährten. Bedeutendstes Jeune-Annam-Mitglied war der aufstrebende Journalist Nguyễn An Ninh, der im nächsten Jahrzehnt die Saigoner Politik maßgeblich beeinflussen sollte. Im Jahr 1926 – während sich Parteichef Bùi Quang Chiêu vergeblich in Frankreich um Reformen bemühte – kam es in den großen Städten Cochinchinas und Annams zu massiven Jugendprotesten. Die Proteste führten zum Bruch zwischen der sich zunehmend radikalisierenden Jugendbewegung und der Konstitutionalistischen Partei, deren zumeist ältere Mitglieder mit den Forderungen der Jugend nicht umzugehen wussten. Bis zum Jahresende hatten die Kolonialbehörden die Jugendproteste weitestgehend unterdrückt und deren Organisationen aufgelöst. Die ehemaligen Beteiligten schlossen sich in den folgenden Jahren jedoch kommunistischen, trotzkistischen und radikal nationalistischen Gruppen an.
Im Jahr 1930 entstand aus mehreren kommunistischen Gruppierungen die Indochinesische Kommunistische Partei. Die Kommunisten lehnten eine Zusammenarbeit mit den Konstitutionalisten ab und warfen diesen vor, reaktionäre „falsche Patrioten“, „Speichellecker der Franzosen“ und keine richtige politische Partei, sondern nur ein Zusammenschluss von korrupten Geschäftsleuten zu sein. In der Tat stellten sich die Konstitutionalisten während der Aufstände der Jahre 1930/31 („Nghệ-Tĩnh-Sowjets“) – schockiert vom Ausmaß der Gewalt – auf die Seite der Franzosen. Mitte 1936 arbeiteten dennoch beide Parteien im Rahmen der Indochinesische Kongressbewegung kurzzeitig zusammen, bis die Konstitutionalisten die Bewegung aus Protest gegen die kommunistische Radikalisierung der Landbevölkerung verließen.
In den folgenden Jahren verlor die Konstitutionalistische Partei durch zunehmenden Fraktionalismus immer mehr Einfluss. Der stellvertretende Parteichef Nguyễn Phan Long wandte sich der aufstrebenden Cao-Đài-Religion zu, was von den meisten anderen Mitgliedern abgelehnt wurde. 1937 verließ Nguyễn Văn Thinh die Partei und gründete die Demokratische Partei. Bei der Wahl im April 1939 verloren die verbliebenen Konstitutionalisten alle ihre Sitze im Kolonialrat, hauptsächlich zugunsten der Trotzkisten. Endgültig spaltete sich die Partei mit dem Beginn des Zweiten Weltkrieges: Der Großteil der Mitglieder schwor Frankreich die Treue und forderte die Vietnamesen in Zeitungsartikeln auf, für ihre Kolonialherren in den Kampf zu ziehen. Eine Gruppe um Dương Văn Giáo setzte hingegen auf Japan und bildete die antifranzösische, projapanische Revolutionäre Partei. Keine der Gruppierungen spielte jedoch während des weiteren Kriegsverlaufs noch eine Rolle. 1942 wurde die Konstitutionalistische Partei schließlich aufgelöst.
Während der Augustrevolution 1945 wurde ein großer Teil der ehemaligen Führungsspitze, darunter Gründer Bùi Quang Chiêu und Dương Văn Giáo, ermordet, wahrscheinlich auf Befehl des südlichen Việt-Minh-Führers Trần Văn Giàu.